# Bakhva Tedeyev
Bakhva Otarovich Tedeyev - respectivamente, em russo, Бахва Отарович Тедеев e, em osseta, Тедеты Отары фырт Бахвæ (Tsequinváli, 18 de setembro de 1969) é um ex-futebolista e treinador de futebol georgiano naturalizado russo (possui origem osseta). Atuava como meia-atacante.

## Carreira
Profissionalizou-se em 1986, no Dínamo Tbilisi, principal clube da então RSS da Geórgia. Em 4 temporadas na equipe, foram 18 partidas e 3 gols até 1990, quando foi para o Spartak Vladikavkaz, onde teve maior destaque, inclusive vencendo o Campeonato Russo em 1995. Em suas 3 passagens pelos Leopardos, Tedeyev disputou 221 jogos e fez 56 gols. Passou ainda por Dínamo e Lokomotiv Moscou, sem muito destaque. Encerrou a carreira em 2001, aos 32 anos de idade, e passou a integrar a comissão técnica do Alania (rebatizado Spartak-Alania Vladikavkaz em 2003), como técnico em 3 períodos e também trabalhou como auxiliar-técnico na temporada 2004.

## Carreira internacional
Após defender a União Soviética no Mundial Sub-20 de 1989, não chegou a defender a Geórgia após a independência. Porém, o novo país não foi autorizado pela FIFA a disputar as eliminatórias da Copa de 1994 e Tedeyev optou em atuar pela Seleção Russa, estreando em fevereiro de 1993, num amistoso contra os Estados Unidos. 
Seu único gol foi 2 dias depois, contra El Salvador. Ainda participou de 2 amistosos em 1994, mas não foi convocado para a Copa, ao contrário de seu compatriota Omari Tetradze, que foi o único georgiano que fez parte do elenco.

## Títulos
Alania Vladikavkaz
- Campeonato Russo: 1 (1995)